# 牛石慧
牛石慧（約1628年—1707年），江西南昌人，祖籍安徽鳳陽，明末清初画家，明宁王朱权后裔，八大山人朱耷之弟。擅长花鸟，尤喜画人物山水，笔墨相较其兄朱耷更粗犷简练，字露锋芒。其落款署名牛石慧形似“生不拜君”四字。死后葬于南昌牌楼山下，现迁回青云谱。存世作品有《墨猫》、《鸡鸣》、《草书唐诗》、《草书醉翁亭记》等。

## 外部連結
- 中华博物审编委员会中国古代名人录中关于牛石慧的介绍